# توماس تشارلز جون باين
توماس تشارلز جون باين (بالإنجليزية: Thomas Charles John Bain)‏ هو مهندس جنوب أفريقي، ولد في 29 سبتمبر 1830 في جراف رينيت في جنوب أفريقيا، وتوفي في 29 سبتمبر 1893 في كيب تاون في جنوب أفريقيا.